# アレクサンドラ・ラミー
アレクサンドラ・ラミー（Alexandra Lamy, 1971年10月14日 - ）は、フランスの女優。

## 私生活
2003年から、ドラマ『Un gars, une fille』で共演したジャン・デュジャルダンと交際を始めた。デュジャルダンとはオーディションで出会い、本格的に交際を始めたのはドラマの撮影中のことだったという。二人は2009年に結婚し、2013年11月に離婚した。二人の間に子供はいない。
妹のオドレイ・ラミーは女優・コメディエンヌとして活動している。

## 主な出演作品
- Un gars, une fille　(1999年-2003年)
- アントブリー　The Ant Bully（2006年）
- Cherche fiancé tous frais payés 　(2007年)
- Ricky リッキー　Ricky（2009年）
- プレイヤー　Les Infidèles　(2012年)
- パリ、嘘つきな恋　Tout le monde debout　(2018年)